# Rodrigo Rubio
Rodrigo Rubio (Montalvos, Albacete, 13 de marzo de 1931 - Madrid, 4 de abril de 2007) fue un escritor español.

## Biografía
A los veinte años marchó a Valencia y empezó a trabajar en el comercio. Padecía ataques reumáticos que le obligaron a guardar cama durante tres años. En 1961 obtuvo el Premio Gabriel Miró con su primera novela "Un mundo a cuestas". A este premio le siguieron, entre otros el Planeta por "Equipaje de amor para la tierra" (1965) y el Álvarez Quintero de la Real Academia por "Papeles amarillentos en el arca" (1970). Otras novelas suyas son "La Espera" (1967), "La sotana" (1968) y "Oración de otoño" (1970).
Escribió, además, libros de cuentos y ensayos, como "La deshumanización del campo" (1966), "Narrativa española" (1970) y "Minusválidos" (1970). Desde 1968 residía en Madrid, donde, además de su trabajo de creación literaria, colaboraba con regularidad en prensa y radio.